# 胡寧區
胡寧區（西班牙語：Distrito de Junín），是秘魯的一個區，位於該國中部胡寧大區的胡寧省，面積883.8平方公里，海拔高度4,107米，2005年人口14,073，該地區人口密度每平方公里16人。